# 40 carati
40 carati (Man on a Ledge) è un film del 2012 diretto da Asger Leth e con protagonisti Sam Worthington, Elizabeth Banks e Jamie Bell.

## Trama
Nick Cassidy è un ex-poliziotto finito in prigione con una condanna a venticinque anni per un crimine che non ha commesso: un ricco palazzinaro disonesto, David Englander, lo ha incastrato facendolo apparire come l'autore del furto di un enorme diamante da lui a suo tempo acquistato mentre, in realtà, il diamante è ancora in suo possesso e lui ha incassato l'esorbitante indennizzo dall'assicurazione, con il quale ha saldato i suoi debiti, che lo stavano portando alla bancarotta. Disperato, Nick approfitta della prima buona occasione che gli capita, il funerale del padre, per evadere. Dopo un mese dalla sua fuga la polizia lo ritrova sul cornicione di un albergo di Manhattan, intenzionato a buttarsi in strada per suicidarsi. Mentre Lydia Mercer, una psicologa della polizia, cerca di convincere l'uomo a desistere dal compiere quel folle gesto, il fratello di Nick tenta di commettere il più grande furto di diamanti di tutti i tempi: trovare nel blindatissimo caveau di Englander, che si trova nello stabile di fronte a quello dove il fratello minaccia il suicidio, il famoso diamante e il tentativo di suicidio è soltanto un pretesto per distrarre gli agenti.

## Produzione
Il primo attore ad essere stato preso nel cast del film fu Sam Worthington, che fu contattato nel luglio del 2010 per interpretare il ruolo del protagonista Nick Cassidy. Durante il settembre dello stesso anno si aggiunsero al cast anche Jamie Bell e Elizabeth Banks, rispettivamente nel ruolo di Joey Cassidy, fratello di Nick, e Lydia Mercer, la psicologa della polizia di New York. Nel mese di ottobre vennero aggiunti al cast anche Edward Burns e Génesis Rodríguez. Gli ultimi ad aggiungersi al cast nel mese di novembre furono Ed Harris e Titus Welliver.
Le riprese del film sono iniziate il 30 ottobre 2010 a New York.

## Distribuzione
Il 22 settembre 2011 è stato distribuito il primo trailer ufficiale del film, mentre il 4 gennaio 2012 è stato messo online il trailer in lingua italiana.
Il film è stato distribuito in anteprima mondiale nelle sale tedesche, greche e portoghesi il 26 gennaio 2012, mentre è stato distribuito negli Stati Uniti, in Canada, Irlanda e Lituania a partire dal giorno successivo. In Italia il film è stato distribuito nelle sale a partire dal 10 febbraio 2012.